# I Korpus Cesarstwa Austriackiego
I Korpus Cesarstwa Austriackiego – jeden z korpusów w strukturze organizacyjnej armii Cesarstwa Austriackiego. Brał udział m.in. w wojnie siedmiotygodniowej (na froncie północnym).

## Skład w 1866
Jego dowódcą był gen. kawalerii Edward Clam-Gallas.
Korpus składał się z następujących oddziałów i pododdziałów:
- brygada piechoty (dowódca generał-mjor Ferdynand Poschacher von Poshbach),
- brygada piechoty (dowódca generał-major Wiktor Alt Leiningen-Westerburg),
- brygada piechoty (dowódca generał-major Ludwig Piret de Bihain),
- brygada piechoty (dowódca generał-major Józef Ringelsheim),
- brygada piechoty (dowódca generał-major Anton Kalik),
- 4 szwadrony 2 Pułku Huzarów Wielkiego Księcia Mikołaja,
- 1 bateria artylerii 4-funtowa,
- 2 baterie artylerii 8-funtowe,
- 2 baterie artylerii konnej,
- 1 bateria rakiet.